# Gathynia
Gathynia is een geslacht van vlinders van de familie Uraniavlinders (Uraniidae), uit de onderfamilie Epipleminae.

## Soorten
- G. albibasis Warren, 1896
- G. auratiplaga Warren, 1901
- G. biocellata Warren, 1905
- G. cassata Warren, 1906
- G. cesena Swinhoe, 1902
- G. cythera Swinhoe, 1902
- G. dilacerata Guenée, 1852
- G. divaricata Warren, 1897
- G. fasciaria Leech, 1897
- G. ferrugata Walker, 1866
- G. fumicosta Warren, 1896
- G. latonaria Schaus, 1913
- G. lignata Warren, 1897
- G. longipennis Hampson
- G. mesilauensis Holloway, 1976
- G. miraria Walker, 1862
- G. nigella Warren, 1907
- G. nigrescens Warren, 1896
- G. ochripennis Warren, 1906
- G. orbifera Warren, 1897
- G. pernigrata Warren, 1896
- G. simulans Butler, 1889
- G. vinosa Warren, 1896
- G. yasawa Robinson, 1975